# Diocèse de San Ignacio de Velasco
Le diocèse de San Ignacio de Velasco (en latin : Dioecesis Sancti Ignatii Velascani ; en espagnol : Diócesis de San Ignacio de Velasco) est un diocèse de l'Église catholique de la Bolivie suffragant de l'archidiocèse de Santa Cruz de la Sierra.

## Territoire

Diocèse de San Ignacio de Velasco

Il comprend les provinces d'Ángel Sandoval,  Chiquitos, Germán Busch,  José Miguel de Velasco et une partie de la province de Cordillera du département de Santa Cruz. Les autres provinces de ce département sont situées dans l'archidiocèse de Santa Cruz de la Sierra, ainsi que dans les vicariats apostoliques de Ñuflo de Chávez et Camiri.
Il possède un territoire d'une superficie de 197 000 km divisé en 25 paroisses. L'évêché est dans la ville de San Ignacio de Velasco où se trouve la cathédrale saint Ignace. 

## Histoire
Le vicariat apostolique de Chiquitos est érigé le 27 janvier 1930 par la constitution apostolique Apostolicae Sedi du pape Pie XI en prenant sur une partie du territoire du diocèse de Santa Cruz de la Sierra (aujourd'hui archidiocèse de Santa Cruz de la Sierra).
Il cède une portion de son territoire le 13 décembre 1951 pour l'érection du vicariat apostolique de Ñuflo de Chávez.
Le 3 novembre 1994 le vicariat apostolique est élevé au rang de diocèse par la constitution apostolique Solet catholica du pape Jean-Paul II et reçoit son nom actuel.

## Évêques
- Berthold Bühl, O.F.M (3 janvier 1931 - 1941)
- Juan Tarcisio Senner, O.F.M (25 février 1942 - 1948) nommé évêque auxiliaire du Sucre
- José Calasanz Rosenhammer, O.F.M (12 mai 1949 - 21 août 1974)
- Federico Bonifacio Madersbacher Gasteiger, O.F.M (21 août 1974 - 29 juillet 1995)
- Carlos Stetter (29 juillet 1995 - 4 novembre 2016)
- Robert Herman Flock (4 novembre 2016 - )